# مسجد دشتی
مسجد دشتی یکی از نامدارترین سازه‌های دورهٔ ایلخانی است. امروزه در مسجد هیچ کتیبه‌ای که تاریخ دقیق بنا یا نام سازندهٔ آن را مشخص کند وجود ندارد. تا شصت سال پیش در کنار مسجد مناره‌ای مربوط به دورهٔ سلجوقی وجود داشت، ولی روستاییان ناحیه این مناره را کاملاً ویران کرده و آجرهای آن را در فعالیت‌های عمرانی روستا به کار بردند.

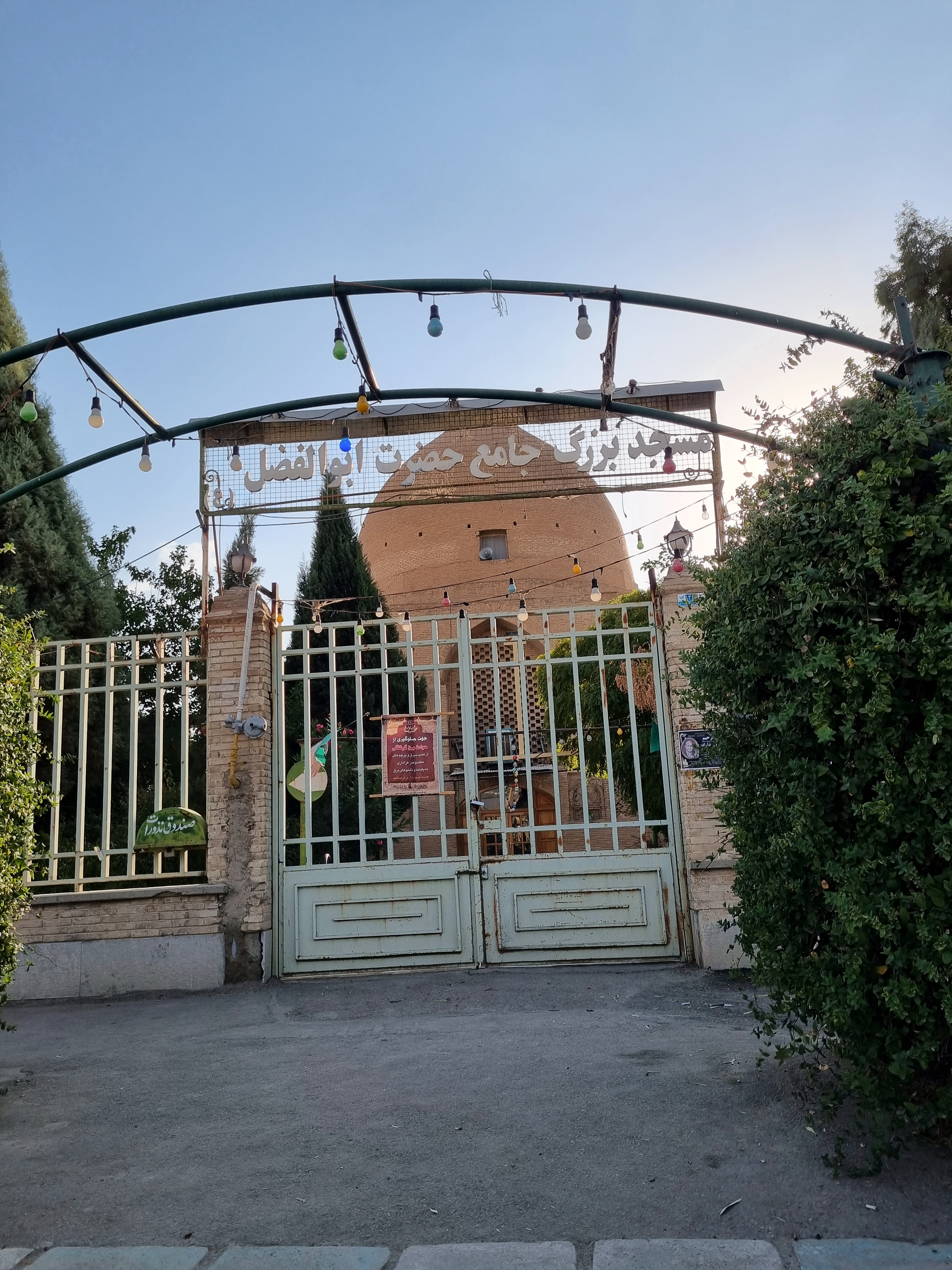

این مسجد مربوط به سدهٔ هشتم ه.ق است و در روستای براآن در ۱۸ کیلومتری اصفهان جای گرفته و با شمارهٔ ثبت ۳۴۷ به‌عنوان یکی از آثار ملی ایران به ثبت رسیده است. مسجد جامع دشتی به دلیل دارا بودن گنبد بسیار بزرگ آجری دوره ایلخانیان در میان بناهای مهم و نامدار این دوران است و با نام گنبد مسجد دشتی نیز شناخته می‌شود. در این مسجد نوشته‌ای که زمان قطعی ساخت آن را یاد کرده باشد، دیده نمی‌شود. در پیرامون این مسجد برماندهایی از ساختمانهای دیگری به چشم می‌خورد که امروز وجود ندارد.